# Jan Niemirowicz Szczytt
Jan Niemirowicz Szczytt (Jan Jakubowicz Niemirowicz / Jan Szczyttowicz / Jan Szczyt) herbu Jastrzębiec (zm. 1519/1520) – miecznik litewski (1509–1510), marszałek hospodarski (1510–1519/1520), namiestnik wasiliski (1507–1514, 1515–1516), mohylewski (1516–1519/1520), mozyrski (1516).
Pochodził z rodziny zaliczanej do wyższej szlachty litewskiej  tzw. paniąt, m.in. uczestniczących instytucjonalnie w sejmach walnych. Syn Jakuba Niemirowicza zwanego Szczytem, wnuk Jana Niemirowicza, prawnuk Jana Niemiry z Wsielubia. Brat Mikołaja.
Karierę rozpoczął od służby na dworze Zygmunta Jagiellończyka, na początku jego panowania. W 1506 roku jako dworzanin hospodarski, świadczył na dokumencie wielkiego księcia potwierdzającym prawa i przywileje Wilna. Uczestniczył w orszaku Zygmunta Jagiellończyka zmierzającym do Krakowa na koronację królewską (1506–1507).  Wkrótce został namiestnikiem wasiliskim (sprawując ten urząd do 1516 roku, z przerwą 1514–1515, gdy namiestnikiem zostaje Jan Steczko).  Występował w otoczeniu króla Zygmunta I Starego.  W okresie buntu ks. Michała Glińskiego zachował lojalność wobec Jagiellonów. Na początku 1509 roku został miecznikiem litewskim. 16 września 1510 został odnotowany jako marszałek hospodarski, urząd ten sprawował do śmierci.
W 1511 roku, na polecenie Zygmunta I Starego, udał się wraz z kilkoma innymi panami litewskim do Kijowa na spotkanie synów chana krymskiego Mengli Gereja.
W 1516 roku zostaje namiestnikiem mohylewskim. Mohylew po stracie Smoleńska w 1514 roku stał się centrum życia gospodarczego na pograniczu W. Ks. Lit. i miał strategiczne znaczenie dla obronności państwa w obliczu wojny z Moskwą. Jako namiestnik, Jan Niemirowicz-Szczytt skupia się na wzmocnieniu twierdzy. Latem 1517 roku Zygmunt I Stary wysyła go wraz z marszałkiem i pisarzem hospodarskim Bohuszem Bohowitynowiczem w poselstwie do Moskwy w celu zakończenia trwającej od 1512 roku wojny. W momencie przybycia (X 1517) panowała niekorzystna sytuacja militarna dla wojsk litewskich (nieudana akcja pod Opoczką w ziemi pskowskiej). Posłowie spotkali się z niechętnym przyjęciem w Moskwie. Posłowie litewscy domagali się m.in. zwrotu Smoleńska i przypominali o zerwaniu pokoju wieczystego z 1494 roku. Natomiast bojarzy moskiewscy wysuwali zarzuty o krzywdy czynione na tle religijnym córce Iwana III, w. ks. Helenie, żonie Aleksandra Jagiellończyka. Mimo zaangażowania i pośrednictwa Zygmunta Herbersteina, dyplomaty w służbie cesarza Maksymiliana I Habsburga, nie udało się wysłannikom litewskim doprowadzić do porozumienia. 18 listopada 1517 opuścili oni Moskwę.
Ostatnie lata życia spędził w Mohylewie.
Jan Niemirowicz-Szczytt posiadał znaczny majątek, m.in. wieś Dzięciołowo, Prigorodek, Dobromyśl, Nułowidy.
Jan Niemirowicz-Szczytt był dwukrotnie żonaty.
Z pierwszej żony o nieznanym imieniu miał co najmniej dwoje dzieci, w tym Jadwigę (zm. przed 1538) żonę Jerzego (Irzyka) Olechnowicza (bratanka kuchmistrza litewskiego Piotra Olechnowicza), dworzanina hospodarskiego (protoplastę rodziny Irzykowiczów h. Leliwa) – rodziców Jana (starosty mielnickiego) i Anny za Adamem Kosińskim.
Drugą żoną była Zofia Pietkowicz h. Trąby, córka Stanisława Michajłowicza Pietkowicza (marszałka hospodarskiego i namiestnika brzeskiego). Małżeństwo było bezdzietne. Dzięki zapisom męża, Jana Niemirowicza-Szczytta, zgromadziła po jego śmierci znaczny majątek ziemski. Po śmierci Jana Niemirowicza-Szczytta Zofia wyszła ponownie za mąż za Jana Juriewicza Hlebowicza (kanclerza wielkiego litewskiego). Zmarła przed 1537 r., kiedy Hlebowicz żeni się po raz trzeci z Hanną, córką ks. Fiodora Zasławskiego i Zofii Sanguszko.